# Пинчевский, Александр Александрович
Алекса́ндр Алекса́ндрович Пинче́вский (род. 1956, Фалешты, Молдавская ССР) — молдавский дипломат, бизнесмен.

## Биография
Является почётным дипломатом Республики Молдова, президентом Федерации стрельбы из лука Молдавии. Возглавляет Еврейский конгресс Молдавии.

## Семья
Сыновья: Эдуард и Ричерд. Дочь: Эрика.

## Награды
Лауреат премии Бизнесмен года Молдавии.